# Caio Mario (incrociatore)
Il Caio Mario era un incrociatore leggero della Regia Marina della classe Capitani Romani, costruito nel corso della seconda guerra mondiale e mai entrato in servizio.

## Storia
La sua realizzazione venne fatta dalla Odero-Terni-Orlando presso il cantiere navale di Livorno, dove il suo scafo venne impostato sugli scali il 28 settembre 1939.
La nave, varata 17 agosto 1941 mentre era in fase di allestimento alla fine del 1942 cedette la sua prora all'Attilio Regolo che era stato centrato da un siluro lanciatogli da un sommergibile inglese che causò l'asportazione della prora. Lo scafo del Caio Mario, privo della prua ceduta al Regolo, venne rimorchiato a La Spezia per essere utilizzato come deposito galleggiante di carburante. Nel gennaio 1943, in seguito all'affondamento dell'Ulpio Traiano, causato, a poco più di un mese dal varo, il 3 gennaio 1943 da incursori inglesi che riuscirono a penetrare nel porto di Palermo dove era ormeggiato per l'allestimento, venne deciso di completarne la costruzione, ma i lavori per il suo completamento non vennero mai iniziati.
Requisito dai tedeschi in seguito alle vicende armistiziali venne autoaffondato nel 1944 nel porto della Spezia. Al termine del conflitto il suo scafo venne ritrovato semisommerso e la nave venne ufficialmente radiata dai quadri del naviglio militare il 23 maggio 1947 e lo scafo demolito.

## Nome
La nave era stata intitolata a Gaio Mario, militare e politico romano, per sette volte console della Repubblica romana, nella grafia antiquata di «Caio».